# Кастор (угол)

θ — кастор, красная линия — ось поворота колеса. На рисунке кастор положительный (угол отсчитывается по часовой стрелке, перед автомобиля находится слева)

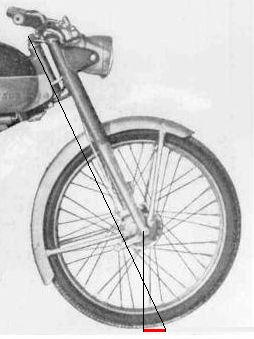
Мотоцикл: благодаря положительному углу колонки руль стремится занять центральное положение

Кастор (англ. caster angle или castor angle) — угол продольного наклона оси поворота колеса автомобиля.
Кастор измеряется в градусах и представляет собой угол в продольной плоскости автомобиля между вертикальной линией и линией, проходящей через центры поворота колеса.
Эта линия проходит через шаровые опоры верхнего и нижнего рычагов подвески («классическая» двухрычажная подвеска), либо через верхнюю и нижнюю точки крепления амортизаторной стойки (подвеска типа «Мак-Ферсон») либо по оси шкворня (шкворневая подвеска) в продольной плоскости автомобиля. Кастор может быть как положительным, так и отрицательным.

## Влияние кастора на управляемость автомобиля
Кастор влияет на стабилизирующий момент и на изменение развала колес при повороте руля. Чем больше кастор, тем больше стабилизирующий эффект при вывернутых колёсах.
Из-за того, что точка контакта колеса (при положительном касторе) с поверхностью лежит несколько позади оси поворота, при отклонении колеса от прямолинейного движения возникают боковые силы, стремящиеся вернуть колесо в начальное положение.
Кроме того, если в начальный момент отклонения колес от нейтрального положения при прохождении поворота только внешнее колесо имеет необходимый отрицательный развал, то по мере увеличения отклонения колес в сторону поворота внешнее колесо приобретает ещё больший отрицательный развал, а отрицательный развал внутреннего колеса уменьшается или даже становится положительным. Таким образом, кастор благоприятно влияет на сцепление управляемых колес в поворотах.
При повороте в одну из сторон одно из колес стремится приподнять шасси, другое же само приподнимается. Таким образом, для поворота колес необходимо не только преодолеть силы трения, но и затратить некоторое количество энергии на приподнимание шасси. Благодаря этому и выше описанным боковым силам водитель может «чувствовать» автомобиль.
При дефектах кузова, после ударов, этот угол обычно изменяется неодинаково. Разница между этими углами на левом и правом колёсах обычно приводит к уводу автомобиля с прямой линии даже при идеально отрегулированных остальных углах и качественной резине.

## Примеры параметров кастора

### Параметры кастора для легковых автомобилей (производства СССР)
| Автомобиль                                          | Значение кастора |
| --------------------------------------------------- | ---------------- |
| ЗАЗ-965, ЗАЗ-965А                                   | 2°31’            |
| ЗАЗ-966, ЗАЗ-966В                                   | 2°30’            |
| ЗАЗ-968, ЗАЗ-968А, ЗАЗ-968М                         | 5°30’            |
| ЛуАЗ-969, ЛуАЗ-969М                                 | 5°30’            |
| Москвич 407                                         | 1°…3°            |
| Москвич-403, −408, −412, −2140, −2138, −2137, −2136 | 0°20’…1°20’      |
| ВАЗ-2101, −2102, −2105                              | 3°30’…4°30’      |
| ВАЗ-2103, −2106, −2107                              | 3°40’…4°20’      |
| ВАЗ-2121                                            | 3°00’…4°00’      |
| ГАЗ-21                                              | 1°               |
| ГАЗ-24                                              | 0°…1°            |
| ГАЗ-3110                                            | 3°…6°            |
| ГАЗ-13, ГАЗ-14                                      | 0°…1°            |
| ГАЗ-69, ГАЗ-69А                                     | 3°30’±30’        |
| ЗИЛ-114, ЗИЛ-117, ЗИЛ-41047                         | 0°45’±30’        |
| УАЗ-469, УАЗ-469Б                                   | 3°30’            |

### Параметры кастора для грузовых автомобилей (производства СССР)
| Автомобиль                        | Значение кастора |
| --------------------------------- | ---------------- |
| ГАЗ-51                            | 2°30’            |
| ГАЗ-52-03, ГАЗ-52-04              | 3°               |
| ГАЗ-53, ГАЗ-53А                   | 2°30’            |
| ЗИЛ-164                           | 1°30’            |
| ЗИЛ-130                           | 2°30’            |
| ЗИЛ-157                           | 2°30’            |
| МАЗ-500, −503, −504, −5335, −6422 | 2°30’            |
| Урал-375, Урал-377                | 2°10’            |
| КрАЗ-256, −257, −258              | 0°               |
| КрАЗ-255Б, КрАЗ-260               | 5°               |